# Juanacatlán
Pour l’article homonyme, voir Juanacatlán (métro de Mexico).
Juanacatlán est une petite ville et une municipalité de la zone métropolitaine de Guadalajara dans l'État de Jalisco au Mexique.
La municipalité a 17 955 habitants en 2015.

## Géographie

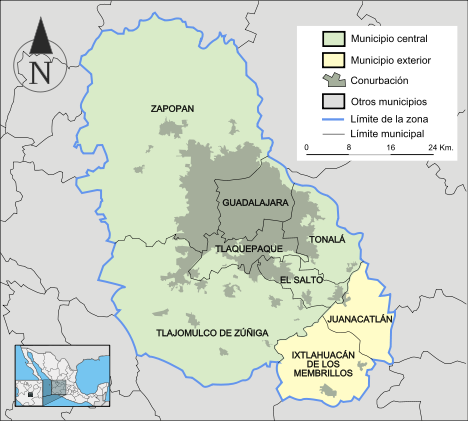
Zone métropolitaine de Guadalajara.

Juanacatlán est située à 1 530 m d'altitude sur la rive droite du río Grande de Santiago (appelé plus communément rio Santiago), à une trentaine de kilomètres du centre de Guadalajara en direction du sud-est.
| Tonalá               |                               | Zapotlanejo              |
| El Salto (es)        | Juanacatlán                   | Zapotlán del Rey (es)    |
| Tlajomulco de Zúñiga | Ixtlahuacán de los Membrillos | Chapala • Poncitlán (es) |

Les terrains plats sont majoritaires dans la municipalité (65 % du territoire). Les terrains peu accidentés et des reliefs entre 1 650 et 2 000 m d'altitude se partagent le reste du territoire (16 % et 19 % respectivement).
Au total, l'agriculture et l'élevage occupent la majeure partie des terres.
On trouve dans la municipalité 933 ha de forêts de chênes, de flamboyants et de frênes. Il faut citer de plus le cactus vanille.
Les ressources minérales se limitent à des bancs de sable exploités pour les besoins locaux..
La faune comprend le jaguarondi, le lynx roux, le lapin, l'écureuil, le tlacuache (es), la mouffette, le renard, la vipère, le tatou et le coyote.
On trouve en petits nombres dans le rio Santiago[Quand ?], des espèces telles que les poissons-chats, l'achigan à grande bouche, la carpe commune et la grenouille.
La température moyenne annuelle est de 20,1 °C.
Les précipitations annuelles moyennes dépassent 819 mm.
Il pleut principalement de juin à août et il y a 12 jours de gel par an en moyenne.
La municipalité appartient au bassin hydrographique Lerma-Chapala-Santiago et au sous-bassin Verde-Atotonilco.
Les anciennes chutes de Juanacatlán sur le rio Santiago sont maintenant presque à sec (voir plus bas). 

## Histoire

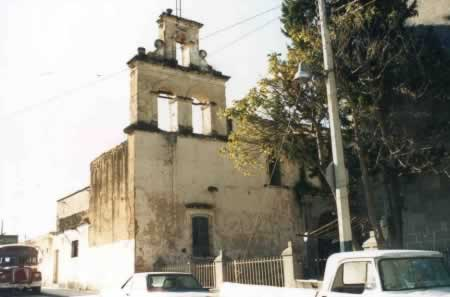
Basilique de 1680.

À l'époque préhispanique, la ville porte le nom nahuatl Xonacatlan qui signifie probablement « lieu des oignons », combinaison de xonaca signifiant oignons et tlan signifiant lieu, ou peut-être « lieu des papillons ».
Xonacatlan est habitée principalement par le peuple Coca (es). Elle dépend de Tototlán puis ultérieurement de Tonalá.
Le glyphe nahuatl de Xonacatlan est connu par le Lienzo de Tlaxcala et figure au centre du blason municipal moderne.
La transcription « Xonacatlan » reste utilisée jusqu'à la fin de l'époque coloniale[réf. souhaitée].
La ville espagnole est fondée en 1662.
Juanacatlán acquiert le statut de municipalité en 1898.
En 1901, un pont relie le centre ville à la « colonia industrial Río Grande » sur l'autre rive du rio Santiago ; ce premier pont entre Juanacatlán et El Salto sera reconstruit en béton en 1970-1971.
La construction du palais municipal dure de 1901 à 1910.
Des combats ont lieu dans la municipalité en 1914 entre l'armée fédérale et les partis révolutionnaires[à vérifier] puis en 1929 entre Cristeros et forces gouvernementales.
En 1943, la localité d'El Salto sur la rive gauche du rio Santiago acquiert à son tour le statut de municipalité ce qui réduit d'autant le territoire de Juanacatlán.
En 2010, la municipalité de Juanacatlán compte 13 218 habitants dont 69% de population urbaine.
Sa superficie est de 80 km2 d'après les données municipales et de 89 km2 d'après l'Institut national mexicain de statistiques et de géographie (INEGI).
Elle comprend 28 localités dont la plus importante est le chef-lieu avec 9 133 habitants en 2010, viennent ensuite
- San Antonio - Juanacaxtle avec 1 338 habitants,
- Ex-hacienda de Zapotlanejo avec 918 habitants,
- Miraflores avec 372 habitants,
- Casa de Teja avec 320 habitants[1].

Au recensement de 2015, la population de la municipalité passe à 17 955 habitants.

## Pollution du rio Santiago

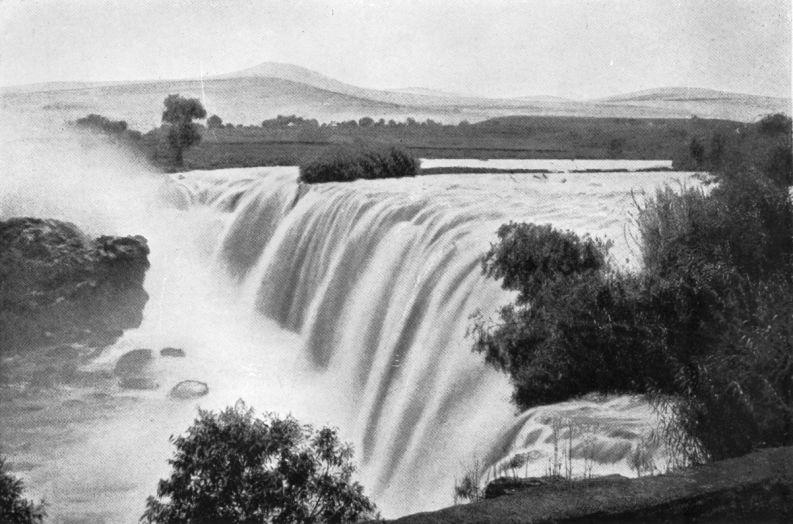
Les chutes de Juanacatlán sur le rio Santiago vers 1909.

Le rio Santiago qui vient du lac de Chapala passe entre les municipalités de Juanacatlán et d'El Salto par les anciennes chutes de Juanacatlán. Ces chutes, autrefois surnommées « le Niagara mexicain », ont été polluées par les rejets industriels et les décharges, et sont maintenant presque à sec.
Cependant, depuis que la station d'épuration d'El Ahogado est en service, les eaux du rio Santiago tendent à retrouver leur clarté et les taux de maladies dues à la contamination de la rivière baisseraient par rapport à leur pic de la fin du xxe siècle[à vérifier].
Au-delà de Juanacatlán, le rio Santiago poursuit son cours vers le canyon et parc naturel de la Barranca de Huentitán (es) à la périphérie nord-est de Guadalajara.